# Амалия Прусская
Анна Амалия Прусская (нем. Anna Amalie von Preußen; 9 ноября 1723, Берлин — 30 марта 1787, Берлин) — прусская принцесса, младшая сестра короля Пруссии Фридриха Великого, немецкий композитор.

## Биография
Принцесса Амалия, которую также называли на французский манер Амели, воспитывалась вместе со своей сестрой Луизой Ульрикой Прусской, которая впоследствии вышла замуж за наследника шведского престола герцога Гольштейн-Готторпского Адольфа Фридриха. Жених предназначался изначально для Амалии, но та не захотела переходить из кальвинизма в лютеранство.
На свадьбе своей сестры Ульрики в июле 1744 года Амалия познакомилась с корнетом Фридрихом фон дер Тренком и влюбилась в него. Достоверные историографические сведения по этому поводу отсутствуют, любовная история изложена лишь в хвастливых мемуарах авантюриста Тренка. Но факт остаётся фактом: Амалия так никогда и не вышла замуж и в последующем, как указывали придворные хронисты, у неё стал очень портиться характер: она стала неуравновешенной, несговорчивой и саркастичной. Тренк, заподозренный Фридрихом II в шпионаже в пользу Австрии из-за контактов со своим двоюродным братом пандуром Францем фон дер Тренком, был арестован в 1745 году и без суда и следствия препровождён в силезскую крепость Глац.
В 1756 году Фридрих Великий назначил Амалию аббатисой Кведлинбургского аббатства, чтобы обеспечить ей соответствующее материальное положение. В монастыре Амалия бывала редко, большую часть времени она проводила в Берлине, где принимала участие в придворной жизни во время Семилетней войны. В 1758 году после битвы при Хохкирхе она даже решилась повидать брата в его полевом лагере.
Здоровье Амалии с возрастом ухудшалось, и она часто отправлялась на воды в Ахен и Спа. Там она познакомилась с семьёй Тренка. По некоторым данным Амалия последний раз встречалась с Тренком в 1787 году и обещала ему позаботиться об одной из его дочерей. Спустя несколько недель после этой встречи Амалия умерла.
Своим упрямством и чертами лица Амалия из всех своих братьев и сестёр отличалась наибольшим сходством со своим царственным братом. Активная и увлечённая Амалия была доверенным лицом Фридриха, а тот никогда не медлил с оплатой её долгов.

## Музыкальное творчество
Музыкально одарённая Амалия начала уроки игры на клавесине и пианино в 17 лет, после смерти своего отца, «короля-солдата» Фридриха Вильгельма I, ненавидевшего музыку. В 21 год Амалия занялась также композицией. Она также научилась играть на флейте, лютне, органе и скрипке. Техникам композиции Амалию обучал Иоганн Филипп Кирнбергер. Амалия Прусская сочиняла кантаты, хоралы, марши и камерно-инструментальную музыку (сонаты, трио).
Самым большим авторитетом в музыке для Амалии был Иоганн Себастьян Бах, и Амалия прославилась своей коллекцией в области исследования творчества Баха. Её собрание нот и манускриптов, так называемая «библиотека Амалии» (не путать с библиотекой герцогини Анны Амалии), является одним из экспонатов Государственной библиотеки в Берлине. Как упоминает Карл Фридрих Цельтер, которому Амалия как-то раз показывала свои музыкальные произведения, принцесса очень бережно относилась к своим сокровищам и не позволяла никому прикасаться к ним.
С именем принцессы Амалии связан барочный орган в Берлине, созданный в 1755 году по её указанию для берлинского Городского дворца Иоганном Петером Мигендтом. После нескольких переездов вместе с Амалией орган в настоящее время в церкви Евангелия (нем. Kirche zur Frohen Botschaft) в Карлсхорсте. Карл Филипп Эмануэль Бах упоминает в автобиографии своих царственных меценатов короля Фридриха и принцессу Амалию, для которой он сочинял органные сонаты. Должность первого клавесиниста при дворе принцессы Амалии занимал с 1741 года и до своей смерти в 1763 году композитор и музыкальный педагог Кристоф Шаффрат.

## Резиденции
Летом в Берлине Амалия проживала во дворце Вернезобра на Вильгельмштрассе, который её брат приобрёл для неё в 1772 году. С 1830 года дворец носил имя принца Альбрехта и позднее стал частью штаб-квартиры СС. На месте разрушенного дворца в послевоенное время находилась площадка для обучения вождению и ПДД, а сегодня на месте сохранившихся подвалов располагается мемориал «Топография террора».
Зимы Амалия проводила в несохранившемся дворце на Унтер-ден-Линден недалеко от места, где сейчас расположено посольство Российской Федерации.

## В кинематографе
- «Тренк — Два сердца против короны» («Trenck — Zwei Herzen gegen die Krone», ФРГ, 2003), в русском прокате — «Тренк. Любовь против короны»[3]. В роли Фридриха (Фрица) Тренка — Бен Беккер (ФРГ), в роли Амалии — Александра Мария Лара (ФРГ).